# Rashid Shaheed
Rashid Shaheed (Phoenix, 31 agosto 1998) è un giocatore di football americano statunitense che milita nel ruolo di wide receiver per i New Orleans Saints della National Football League (NFL).

## Carriera

### New Orleans Saints
Al college Shaheed giocò a football alla Weber State University, venendo premiato per quattro volte come All-American come kick returner. Dopo non essere stato scelto nel Draft NFL 2022 firmò con i New Orleans Saints.
Il 30 agosto 2022 Shaheed fu svincolato dai Saints ma il giorno successivo rifirmò con la squadra di allenamento. Il 15 ottobre fu promosso nel roster attivo. Il giorno successivo debuttò nella NFL, segnando un touchdown su una corsa da 44 yard nel primo pallone toccato in carriera. Il 20 ottobre contro gli Arizona Cardinals ricevette un passaggio da touchdown da 53 yard dal quarterback Andy Dalton. Andò così a segno in entrambi i primi due tocchi in carriera.
Shaheed iniziò la sua carriera indossando il numero 89 ma passò al 22 prima della stagione 2023. Nella settimana 8 contro gli Indianapolis Colts disputò sino a quel momento la sua miglior prestazione, ricevendo 3 passaggi per 153 yard e un touchdown. A fine stagione fu convocato per il suo primo Pro Bowl e inserito nel First-team All-Pro come kick returner.
Nelle prime due partite della stagione 2024 Shaheed segnò due lunghi touchdown, rispettivamente da 59 e 70 yard, nelle vittorie contro Carolina Panthers e Dallas Cowboys.

## Palmarès
- Convocazioni al Pro Bowl: 1

2023
- First-team All-Pro: 1

2023